# Афганский литоринх
Афганский литоринх (лат. Lytorhynchus ridgewayi) — вид неядовитых змей из семейства ужеобразных.

## Описание
Общая длина у самцов 41—47 см, у самок — 35—42 см. Имеет необычную форму головы — морда сильно заострена и выдается вперед над ротовым отверстием, что характерно для змей, ведущих роющий образ жизни. Обратившись на верхнюю поверхность морды, часть межчелюстного щитка обычно не отделяет межносовые щитки друг от друга. Чешуя гладкая с 1 апикальной порой. Часть межчелюстного щитка, видимая сверху, по своей форме напоминает ноготь. Ноздри имеют форму косых щелей. Зрачки вертикально-эллиптические или почти круглые. Вокруг середины туловища есть 19 гладких чешуек. Брюшных щитков — 170—188, подхвостовых — 40—52. Анальный щиток целен или разделен.
Верхняя сторона туловища светло-желтоватого, песчаного или темно-бурого цвета. По спине проходят 35—45, а вдоль хвоста — 10—14 вытянутых поперек овальных светло-бурых или коричневых пятен, окаймленных по краям белым кантом. Вдоль хребта простирается узкая светлая полоска из беловатых чешуек. По бокам туловища располагаются по 1 строке более мелких светлых пятен округлой формы, которые расположены в шахматном порядке относительно спинных пятен. На верхней поверхности головы сложен узор коричневого цвета, напоминающий по форме якорь. Брюхо белой окраски, без пятен.

## Ареал
Обитает в восточном Иране, западном Афганистане, юго-западном Пакистане, южном и юго-западном Туркменистане, южном Узбекистане. Встречается на высотах до 2400 м над уровнем моря.

## Образ жизни
Любит сухие холмистые предгорья, глинистые равнины, песчаные полупустыни и пустыни. Прячется под камнями, в трещинах почвы, норах ящериц и грызунов, нередко встречается в гнездах термитов, проникая по их ходам глубоко в почву. Интересен способ рытья собственных нор — литоринх ввинчивается в почву острой головой, затем сгибает голову в сторону и как крючком выгребает из норки почву. Активен в сумерках и ночью. Зимует до конца февраля — начала марта, активность продолжается до октября — начала ноября.

## Питание
Питается ящерицами, в частности каспийскими гекконами, сетчатыми круглоголовками, закаспийскими круглоголовками, бугорчатыми гекончиками.

## Размножение
Яйцекладущая змея. Самки достигают половой зрелости при длине тела 30-34 см, самцы — 30,4—31 см. Самка во второй половине июня — июле откладывает 3—4 удлиненных яиц размером 10×34 мм.